# موش کور شام
موش کور شام (نام علمی: Talpa levantis) نام یک گونه از سرده موش کورهای اروپایی است.